# Aimée Thibault
Pour les articles homonymes, voir Thibault.
Aimée Thibault, née à Bordeaux le 2 janvier 1784 et morte à Paris le 6 février 1868,, est une peintre miniaturiste française, notamment active à Madrid.

## Biographie

### Formation
Aimée Thibault apprend à peindre avec Étienne-Charles Le Guay et Daniel Saint. Ce dernier est influencé par Jean-Baptiste Isabey, ce qui transparaît également dans le travail d'Aimée Thibault,.

### Carrière artistique
Aimée Thibault fait ses débuts à Paris au Salon de 1804 et continue d'y exposer jusqu'en 1810 ou 1812 avec Le Portrait du roi de Rome.
En 1817, Aimée Thibault peint les portraits des rois Ferdinand VII et Marie-Isabelle de Portugal qui seront ensuite gravés. Ils la nommeront peintre miniaturiste d'Espagne en 1819.
Selon le critique Ossorio y Bernard, elle le fait « avec perfection en l'apparence et propreté dans le travail ». Elle peint aussi des portraits de Pablo Cabrero, colonel de la Guarde Royale, son épouse Josefa Martínez et d'autres personnes.
En 1834, elle travaille durant une courte période à New York.
Elle meurt célibataire le 6 février 1868 à son domicile parisien du boulevard des Capucines, et est inhumée le 7 février à Paris au cimetière de Montmartre.

Œuvres d'Aimée Thibault
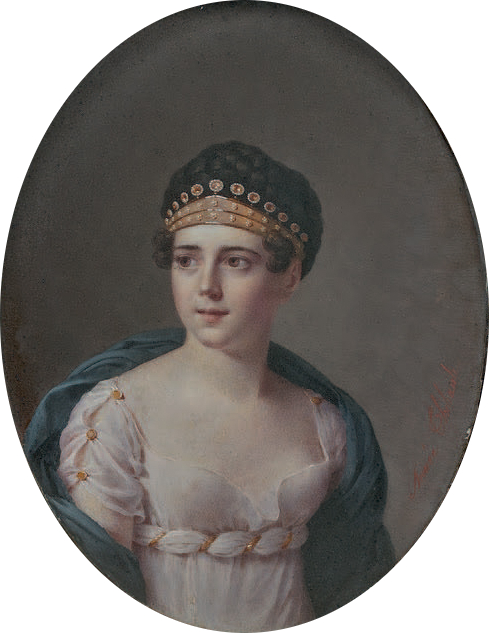
Sophie Giacomelli, Salon de 1804, localisation inconnue.
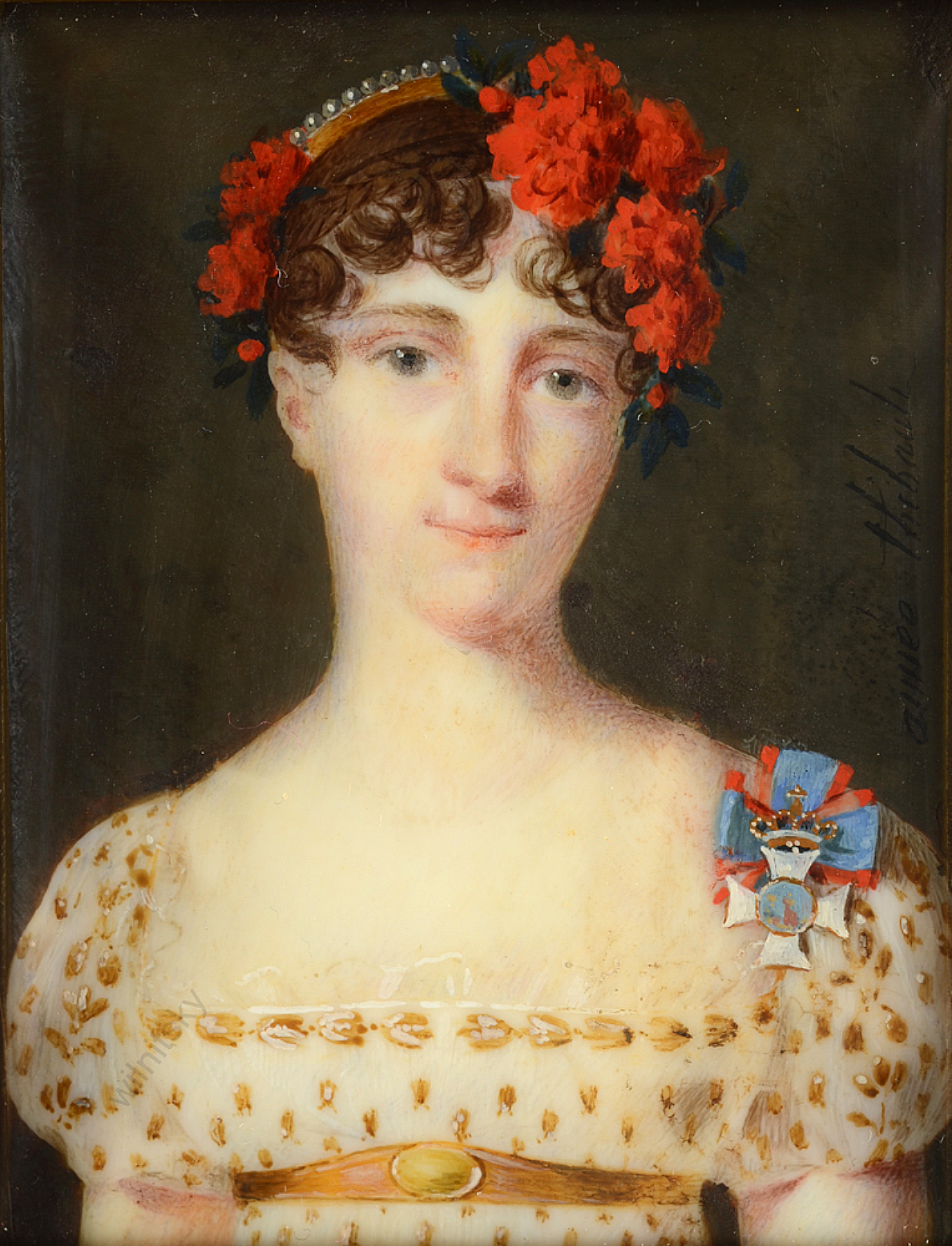
La princesse Augusta-Amélie de Bavière, femme d'Eugène de Beauharnais (vers 1805-1807), localisation inconnue.
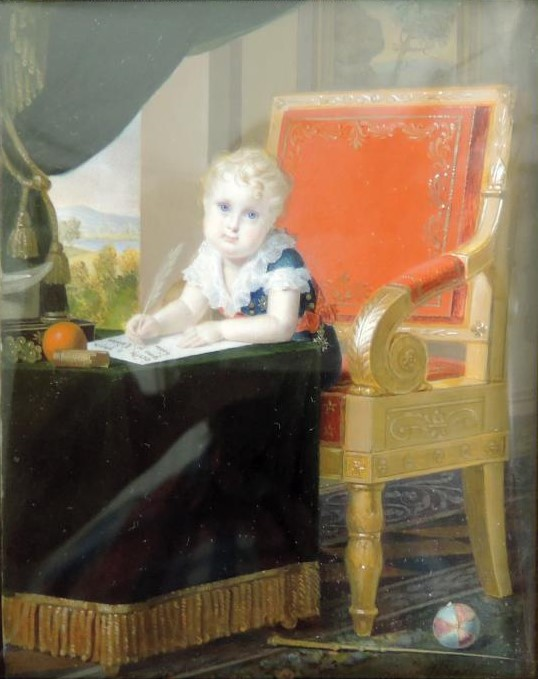
Portrait du roi de Rome (Napoléon II) enfant, écrivant à son père (Napoléon Ier) (vers 1812-1814), localisation inconnue.
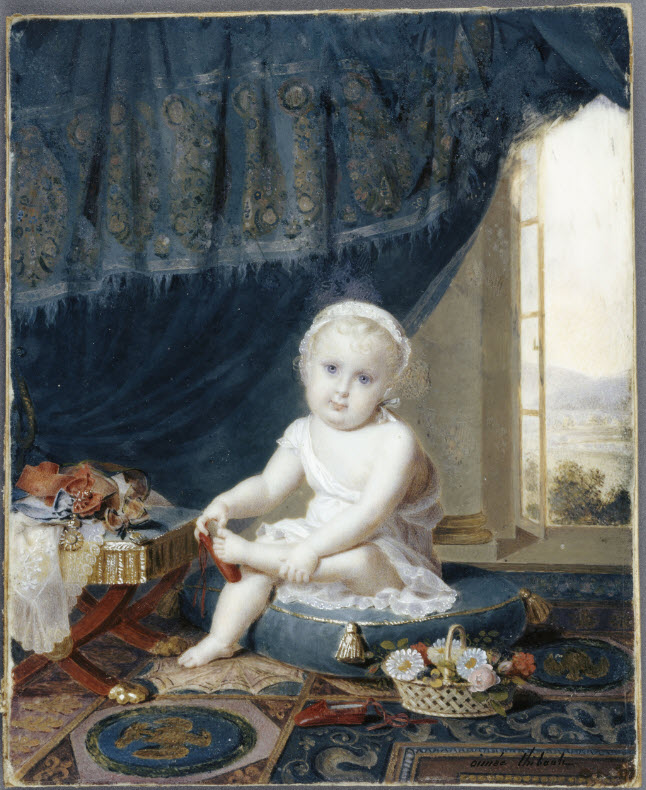
Le Roi de Rome essayant une pantoufle (1812), Paris, musée de l’Armée.
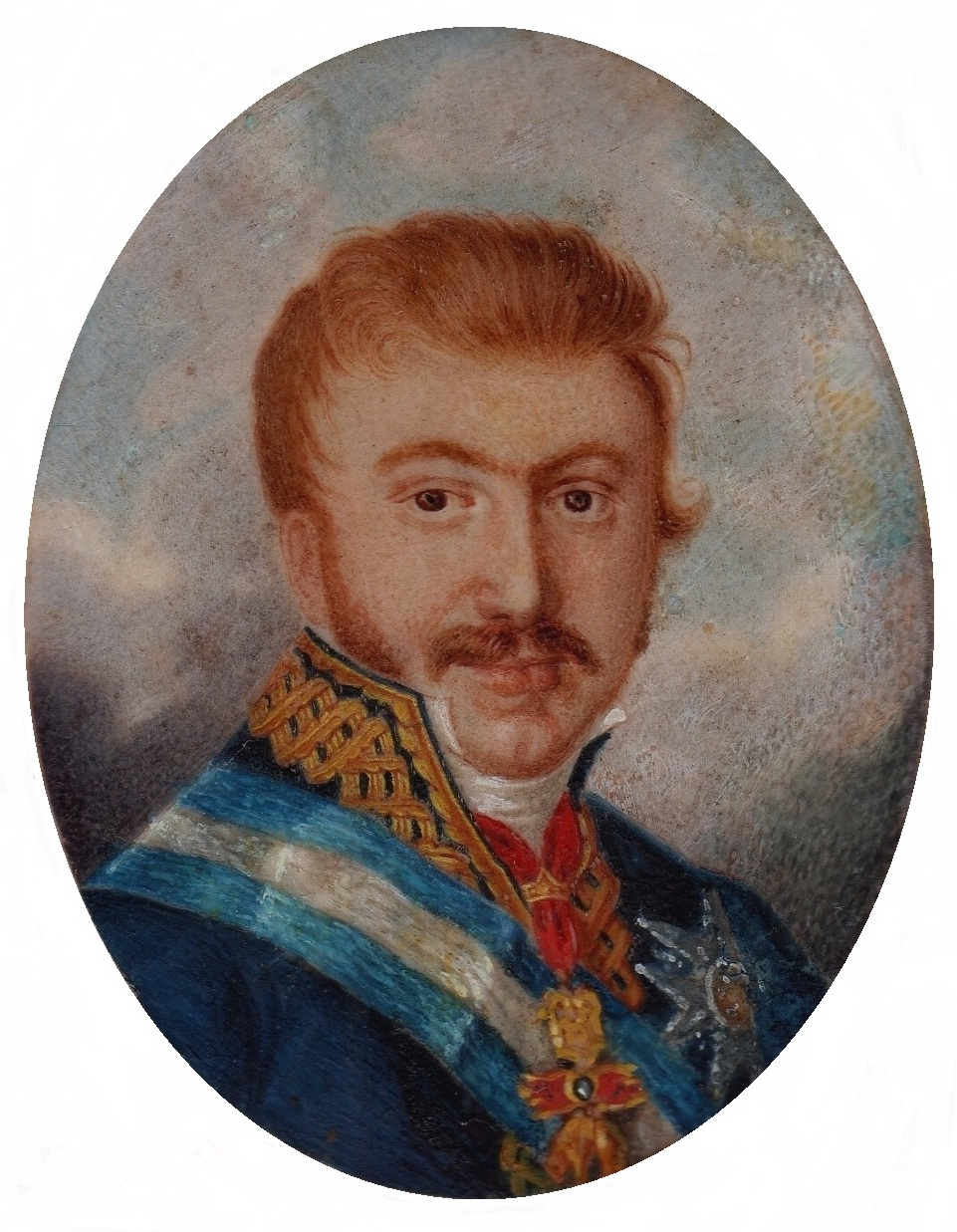
Attribution, Charles de Bourbon (1814), collection particulière.
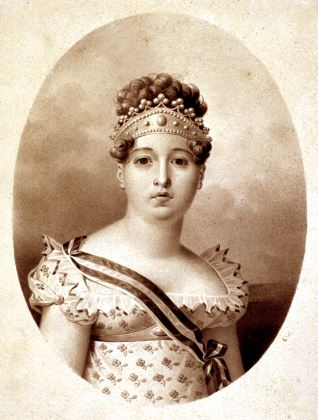
Marie-Isabelle de Portugal (1817), Madrid, musée Lázaro Galdiano.